# Jaime Giollo
Jaime Giollo, também conhecido como Dusca, (São João da Boa Vista, 2 de março de 1937 — São João da Boa Vista, 23 de maio de 2022) foi um futebolista brasileiro que atuou como goleiro.

## Biografia

### Palmeiras
Jaime iniciou sua carreira no Palmeiras Futebol Clube, clube de São João da Boa Vista - sua cidade natal - no ano de 1950. Integrou o quadro de atletas do clube durante seis temporadas.
Anteriormente, o atleta desde os treze anos já participava das categorias de base do time.

### Caldense
Entre os anos de 1957 e 1958, defendeu as cores do Caldense, clube de Minas Gerais. A passagem do atleta pelo clube durou apenas um ano. Nesse mesmo ano, o jogador casou-se e passou sua lua de mel na cidade de Santos, no litoral paulista. Na ocasião conheceu o técnico Lula, vitorioso técnico santista na de jogadores como Pelé, Pepe, Coutinho e Dorval, que se entusiasmou com o futebol apresentado por Jaime. Apesar do interesse do técnico santista, Jaime não retornou à Santos por estar recém-casado.

### Comercial
Durante as temporadas de 1960 e 1964, integrou o elenco do Comercial Futebol Clube, time de Ribeirão Preto. Durante sua passagem pelo clube foi goleiro titular do time, deixando no banco de reservas nomes como o de Cabeção e Aníbal, primeiro goleiro a defender um pênalti cobrado por Pelé.

### Batatais
No ano de 1965, teve uma rápida passagem pelo Batatais com duração de um ano, após problemas com o técnico Alfredinho.

### Retorno ao Palmeiras
Em 1966, o atleta decidiu pelo retorno à sua cidade natal e ao Palmeiras, clube pelo qual iniciou sua carreira. Apesar do retorno, sua passagem foi breve devido a um acidente automobilístico com consequências físicas que limitaram o retorno de Jaime aos campos, fazendo com que deixasse o futebol.

### Vida após o futebol
Após a aposentadoria forçada de maneira precoce do futebol, aos 29 anos, Dusca dedicou-se ao comércio. Abriu uma boutique de roupas em São João da Boa Vista, chamada Dusca Boutique, comércio pertencente à sua família até os dias de hoje.

## Morte
Jaime morreu aos oitenta e cinco anos, vítima de um enfarte agudo do miocárdio, na cidade de São João da Boa Vista. Deixou sua esposa Celina Percinotto Giollo, três filhas, nove netos e dez bisnetos.